# Унпочмесъёган
Унпочмесъёган (устар. Ун-Почмес-Юган) — река в Берёзовском районе Ханты-Мансийского автономного округа России. Устье реки находится в 9 км по левому берегу протоки Старотегинская. Длина реки составляет 24 км.

## Данные водного реестра
По данным государственного водного реестра России относится к Нижнеобскому бассейновому округу, водохозяйственный участок реки — Обь от впадения реки Северная Сосьва до города Салехард, речной подбассейн реки — бассейны притоков Оби ниже впадения Северной Сосьвы. Речной бассейн реки — (Нижняя) Обь от впадения Иртыша.